# Acontia imitatrix
Acontia imitatrix är en fjärilsart som beskrevs av Hans Daniel Johan Wallengren 1856. Acontia imitatrix ingår i släktet Acontia och familjen nattflyn. Inga underarter finns listade i Catalogue of Life.

## Bildgalleri

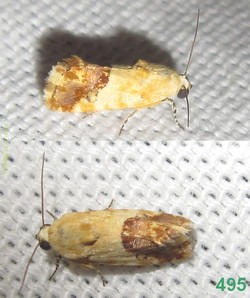